# NGC 214
NGC 214 je spirální galaxie s příčkou v souhvězdí Andromedy. Její zdánlivá jasnost je 12,3 m a úhlová velikost 1,9′ × 1,5′. Je vzdálená 209 milionů světelných let, průměr má 115 000 světelných let. Galaxii objevil 10. září 1784 William Herschel.